# Barbie w Wigilijnej Opowieści
Barbie w Wigilijnej Opowieści (ang. Barbie in a Christmas Carol) – baśniowa opowieść na podstawie książki Karola Dickensa produkcji amerykańskiej z lalką Barbie w roli samolubnej gwiazdy teatru. Film wyprodukowany w 2008 roku.

## Fabuła
Barbie występuje w roli Eden Starlling, gwiazdy londyńskiego teatru. Idzie ona śladami samolubnej ciotki, która mawiała: „W samolubnym świecie samolubni wygrywają”. Nie czuje ona mocy nadchodzących świąt, więc postanawia nie dać ferii świątecznych swoim pracownikom. Jednak tej samej nocy duch zmarłej ciotki odwiedza ją i mówi, że poprawi błędy, które za życia zrobiła. Wysyła ona trzy świąteczne duchy, które zabiorą ją do przeszłych, teraźniejszych i przyszłych świąt przez co serce Eden niegdyś z lodu otworzy się i zrozumie ona magię świąt...

## Wersja polska
Udział wzięli:
- Beata Wyrąbkiewicz –
  - Barbie,
  - Eden Starling
- Joanna Węgrzynowska – Katherine Beadnell
- Magdalena Krylik –
  - Duch przeszłych świąt,
  - Ann, Nan
- Joanna Pach –
  - Shelly,
  - Tammy
- Barbara Zielińska –
  - Ciocia Marie,
  - Duch obecnych świąt
- Tomasz Steciuk – Maurice
- Katarzyna Łaska – Młoda Katherine Beadnell
- Dominika Sell – Młoda Eden Starling
- Anna Apostolakis –
  - Pani Beadnell,
  - Duch przyszłych świąt
- Kajetan Lewandowski – Jeden z Sierot
- Marek Robaczewski – Hipnotyzer
- Jakub Szydłowski – Freddy
- Izabela Dąbrowska – Pani Dorrit
- Wojciech Machnicki - Dyrektor sierocińca